# Fontaine de Neuwiller-lès-Saverne
La fontaine de Neuwiller-lès-Saverne est un monument historique situé à Neuwiller-lès-Saverne, dans le département français du Bas-Rhin.

## Localisation
Cette construction est située cour du Chapitre à Neuwiller-lès-Saverne.

## Historique
L'édifice fait l'objet d'une inscription au titre des monuments historiques depuis 1934. Sculpté par Étienne Lamy elle daterait du milieu du XVIIe siècle.

## Architecture
Le bassin est de forme octogonale et l’eau jaillit d’un cygne de bronze.